# Chabria quinquemaculata
Chabria quinquemaculata – gatunek chrząszcza z rodziny stonkowatych.
Gatunek ten opisany został w 2002 roku przez Lwa N. Miedwiediewa.
Chrząszcz o zaokrąglenie jajowatym ciele długości od 4,3 do 4,7 mm, ubarwiony żółtawobrązowo z czarnymi członami czułków od czwartego do dziesiątego oraz czarnymi plamami na pokrywach. Głowa bez punktowania i o czułkach sięgających nieco za barki pokryw. Przedplecze 2,2 raza szersze niż dłuższe, o bocznych krawędziach prostych, niekanciastych przed kątami przednimi. Punktowanie pokryw dość gęste i wyraźne, a guzy barkowe śladowe. Samiec ma nierozszerzony pierwszy człon stóp przednich odnóży.
Owad znany tylko z filipińskiej wyspy Palawan.